# Terrenate
Terrenate är en kommunhuvudort i Mexiko.   Den ligger i kommunen Terrenate och delstaten Tlaxcala, i den sydöstra delen av landet, 130 km öster om huvudstaden Mexico City. Terrenate ligger 2 677 meter över havet och antalet invånare är 4 348.
Terrängen runt Terrenate är kuperad åt nordost, men åt sydväst är den platt. Runt Terrenate är det ganska tätbefolkat, med 239 invånare per kvadratkilometer. Närmaste större samhälle är Huamantla, 18,0 km söder om Terrenate. Omgivningarna runt Terrenate är en mosaik av jordbruksmark och naturlig växtlighet.